# شین ریمر
شِـین ریمر (به انگلیسی: Shane Rimmer)؛ زاده ۲۸ مهٔ ۱۹۲۸ - درگذشته ۲۹ مارس ۲۰۱۹ هنرپیشه، صدا پیشه و فیلم‌نامه‌نویس اهل کانادا بود.

## گزیدهٔ فیلم‌شناسی
- دکتر استرنجلاو (۱۹۶۴)
- رویداد بدفورد (۱۹۶۵)
- فقط دو بار زندگی می‌کنید (۱۹۶۷)
- الماس‌ها ابدی‌اند (۱۹۷۱)
- جاسوس‌ها (۱۹۷۴)
- عقرب (۱۹۷۳)
- زندگی کن و بگذار بمیرد (۱۹۷۳)
- جاسوس‌ها (۱۹۷۴)
- رولربال (۱۹۷۵)
- جنگ ستارگان (۱۹۷۷)
- جاسوسی که دوستم داشت (۱۹۷۷)
- جولیا (۱۹۷۷)
- سوپرمن (۱۹۷۸)
- خیابان هانوور (۱۹۷۹)
- سوپرمن ۲ (۱۹۸۰)
- سگ‌های جنگ (۱۹۸۰)
- سرخ‌ها (۱۹۸۱)
- گاندی (۱۹۸۲)
- سوپرمن ۳ (۱۹۸۳)
- گرسنگی (۱۹۸۳)
- گولاگ (۱۹۸۵)
- پیمان هالکرافت (۱۹۸۵)
- شب‌های روشن (۱۹۸۵)
- خارج از آفریقا (۱۹۸۵)
- بوسه پیش از مرگ(۱۹۹۱)
- کودکی در دربار شاه آرتور (۱۹۹۵)
- جاسوس‌بازی (۲۰۰۱)
- بتمن آغاز می‌کند (۲۰۰۵)
- سایه‌های سیاه (۲۰۱۲)